# Okonešnikovskij rajon
L'Okonešnikovskij rajon (in russo Оконешниковский район?) è un rajon dell'Oblast' di Omsk, nella Russia asiatica; il capoluogo è Okonešnikovo. Istituito nel 1935, ricopre una superficie di 3.100 chilometri quadrati e consta di una popolazione di circa 16.000 abitanti.